# Cortes y Graena
Cortes y Graena er en kommune i det sydøstlige Spanien i provinsen Granada. Den har et indbyggertal på 966 (2024) indbyggere.